# 北越メタル
北越メタル株式会社（ほくえつメタル、英: HOKUETSU METAL Co., Ltd.）は、新潟県を拠点とする鉄鋼メーカー（電気炉メーカー）である。

## 概要
電気炉を持ち鉄スクラップを原料に鋼材を製造する、電気炉メーカーと呼ばれる鉄鋼メーカーである。条鋼に分類される、丸鋼や異形棒鋼、線材、山形鋼を製造するほか、鋼材の加工品も製造する。
本社は新潟県長岡市にある。本社所在地は製造拠点の一つである長岡工場がある場所で、電気炉による製鋼と製品の圧延作業を行っている。新潟県三条市にも製造拠点の三条工場があるが、製鋼工程はなく圧延作業のみを行っている。
筆頭株主は新日鐵住金系の鉄鋼・輸送用機器メーカーのトピー工業で、約33%を出資している。

## 沿革
- 1942年（昭和17年）6月 - 北越水力電気の化学工業部門を継承し、北越電化工業株式会社として設立。当初は生石灰やカーバイドを生産した。
- 1949年（昭和24年）6月 - 新潟証券取引所に上場。
- 1950年（昭和25年）4月 - フェロアロイ（合金鉄）の生産を開始（1977年撤退）。
- 1957年（昭和32年）11月 - 東都製鋼（現・トピー工業）の傘下に入る。
- 1959年（昭和34年）10月 - 電気製鋼炉を新設、電気炉メーカーに。
- 1964年（昭和30年）11月 - 東邦製鋼株式会社と株式会社新潟製鋼所を合併し、北越メタル株式会社に社名変更。
- 2000年（平成12年）3月 - 新潟証券取引所廃止により、東京証券取引所第二部に上場。
- 2000年（平成12年）4月 - 株式会社アールディメタルを吸収合併し、土木資材などの製造を開始。
- 2019年（令和元年）10月 - 北越興業株式会社と株式会社北越タンバックルを吸収合併。
- 2020年（令和2年）4月 - 株式会社コーテックスと株式会社コーテックス工業を完全子会社。

## 主な関係会社
- 子会社
  - 株式会社メタルトランスポート - 輸送業者。1971年（昭和46年）5月設立。
  - 株式会社コーテックス - 鉄鋼一次及び二次製品販売他。1964年（昭和39年）5月設立。
  - 株式会社コーテックス工業 - 建物及び機械設備の保守管理、加工他。1983年（昭和58年）6月設立。